# Georges Clemenceau
Georges Clemenceau (Mouilleron-en-Pareds, Vendée, 28. rujna 1841. – Pariz, 24. studenog 1929.) bio je francuski političar, dvaput prvi ministar, ministar unutrašnjih poslova i u završnome dijelu Prvoga svjetskog rata ministar rata, jedan od glavne četvorice na mirovnoj konferenciji u Versaillesu, a poznat je i po svojoj otvorenoj i sustavnoj netrpeljivosti prema Katoličkoj Crkvi koju je i progonio.

## Ulazak u politiku
Georges Clémenceau po zanimanju je bio liječnik. Studij je završio 1865., a nakon toga četiri je godine proveo u Sjedinjenim Američkim Državama. Liječništvo i zdravstvo nisu ga zanimali pa se po povratku u domovinu skrasio u Parizu. Tako je već kao dvadesetdevetogodišnjak bio izabran 1870. za gradonačelnika (predsjednika Općinskoga vijeća) francuskoga glavnog grada.
Iz pariške općinske uprave u veljači 1876. otišao je u francuski parlament. Ratoboran, kao poslanik zauzimao se za nastavak francusko-pruskoga rata i borio se protiv Frankfurtskoga mirovnoga dogovora. U parlamentu je vodio ljevičarski usmjerene radikale.

## SlučajPanama
Uvidjevši mogućnosti i utjecaj tiska, Clemenceau 1880. pokreće novine La Justice 'Pravda' kojima se služio u razne svrhe. Tako je iste novine rabio i u vlastitoj obrani protiv optužbi za umiješanost i podmićivanje u slučaju Panama vezanu uz izgradnju Panamskoga kanala. U pitanju su bile dionice koje je nudila Compagnie universelle du canal interocéanique de Panama baruna Ferdinanda de Lessepsa, bivšega glavnog graditelja Sueskoga kanala, koji se je sada bio dao i na gradnju Panamskoga kanala. Slučaj je izbio u prosincu 1892. Mnogi su francuski političari i gospodarstvenici bili u problemima zbog sumnjivih poslova i poslovanja, barun de Lesseps pronađen je mrtav, a dionice su barunova društva postale novac bačen u vjetar čime su oštećeni francuski štediše.

## Protivnik antisemitizma i slučajDreyfus
Bio je protivnik antisemitizma i tako je nastupao. Potvrdio je to i u aferi Dreyfus kada je za lažno optuženoga, javno osramoćenoga i 1894. nevino osuđenoga časnika francuske vojske Alfreda Dreyfusa, koji je bio židovskoga podrijetla, tražio obnovu sudskoga postupka i utvrđivanje istine. S time u vezi u listu L'Aurore 12. siječnja 1898. objavio je i Zolino otvoreno pismo J'accuse, naslovljeno na francuskoga predsjednika Republike, koje je s razlogom izazvalo političku krizu Treće Republike i njezina sustava.

## Otvoreni protivnik Katoličke Crkve
Georges Clemenceau u obiteljskome je domu bio odgojen protiv Katoličke Crkve. Ustrajao je u tome raspoloženju sve do kraja pa je i u oporbi i na vlasti bio poznat kao žestoki antiklerikalac, koji je Katoličkoj Crkvi nanio štetu. Između ostaloga 1901. smislio je i zakon o zabrani katoličkih redovničkih zajednica i samostana dopustivši samo one koji su uspjele dokazati da su društveno korisne po njegovoj mjeri. Trapistički opat Dom Jean-Baptiste (Gustave) Chautard (1858. – 1935.) iz Sept-Fonsa u srednjoj Francuskoj, i sam dijete oca antiklerikalca, uspio je oprijeti mu se, ali sa svojim redovnicima punih 14 godina bio je stalno izložen raznim zlostavljanjima. Čak je bio bačen u tamnicu.

## U oporbi i na vlasti
U oporbi se žestoko borio protiv vladajućih osoba i političkih skupina. Bio je neugodan politički suparnik, vješt govornik, često sarkastičan i nepomirljiv. Svojim je spretnim političkim smicalicama više putā uspio zbaciti s vlasti svoje političke protivnike te je stekao nadimke Tigar i Rušitelj Ministarstava.
Godine 1906. ulšao je u Vladu. Prvo je postao ministrom unutarnjih poslova, a 25. listopada 1906. dospio je i na čelo Vlade kao 77. po redu prvi ministar (premijer) i tu ostaje do 20. srpnja 1909. U samoj je Vladi i oko nje ovako ili onako ostao sve do povlačenja iz politike 1920. Po drugi put dolazi na čelo Vlade 16. studenoga 1917. gdje ostaje sve do 18. siječnja 1920. kada se posve povlači iz političkoga života.
Neugodan u oporbi, takvim je ostao i na vlasti. Postavši čelnim čovjekom Vlade za redarstvene snage i unutrašnju sigurnost Francuske, nije se dvoumio izdati naredbu o nasilnu gušenju rudarskoga prosvjeda u departmanu Pas de Calais na sjeveru Francuske i prosvjeda vinarā južnofrancuske oblasti Languedoc-Roussillon.
Uvjeren u neizbježnost vojnoga obračuna s Njemačkom osuđivao je popustljivost francuskih političara. Nastoeći da se zemlja što bolje pripremi za rat, zauzima se za uspostavu dobrih odnosā s Velikom Britanijom. Kada je 1914. izbio Prvi svjetski rat, svojim je člancima počeo jačati borbenost, kako na bojišnici, tako i drugdje u Francuskoj. Vladu je optužio za neodlučnost, a od građana je zahtijevao najveće žrtve kako bi se osigurala ratna pobjeda. Kada je 1917. stanje na bojišnici postalo kritično, Poincare mu povjerava mandat za sastav nove Vlade.
Promičući francuske interese, poslije završetka Prvoga svjetskog rata na mirovnoj konferenciji u Versaillesu nastojao je izboriti što povoljniji položaj Francuske u novome odnosu snaga i novoj podjeli političkih uloga u Europi i svijetu. O tome je zapisao: Taj mirovni ugovor, kao i svi drugi, javlja se kao nastavak rata, i ne može biti ništa drugo. Međutim, njegovi su zahtjevi bili preveliki: uz ostalo je tražio i lijevu obalu Rajne, što je izazvalo oštru protimbu i osudu Sjedinjenih Država i Velike Britanije uplašene moguće francuske prevlasti u Europi.
Posljednjih devet godina od 1920. kada se povukao, Clemenceau je proveo izvan političkog života.

## Zanimljivosti
Nikola I. Petrović Njegoš odlikovao je Clemenceaua medaljom za hrabrost.

## Vanjske poveznice
- The Clemenceau museum